# 聖護膝盾

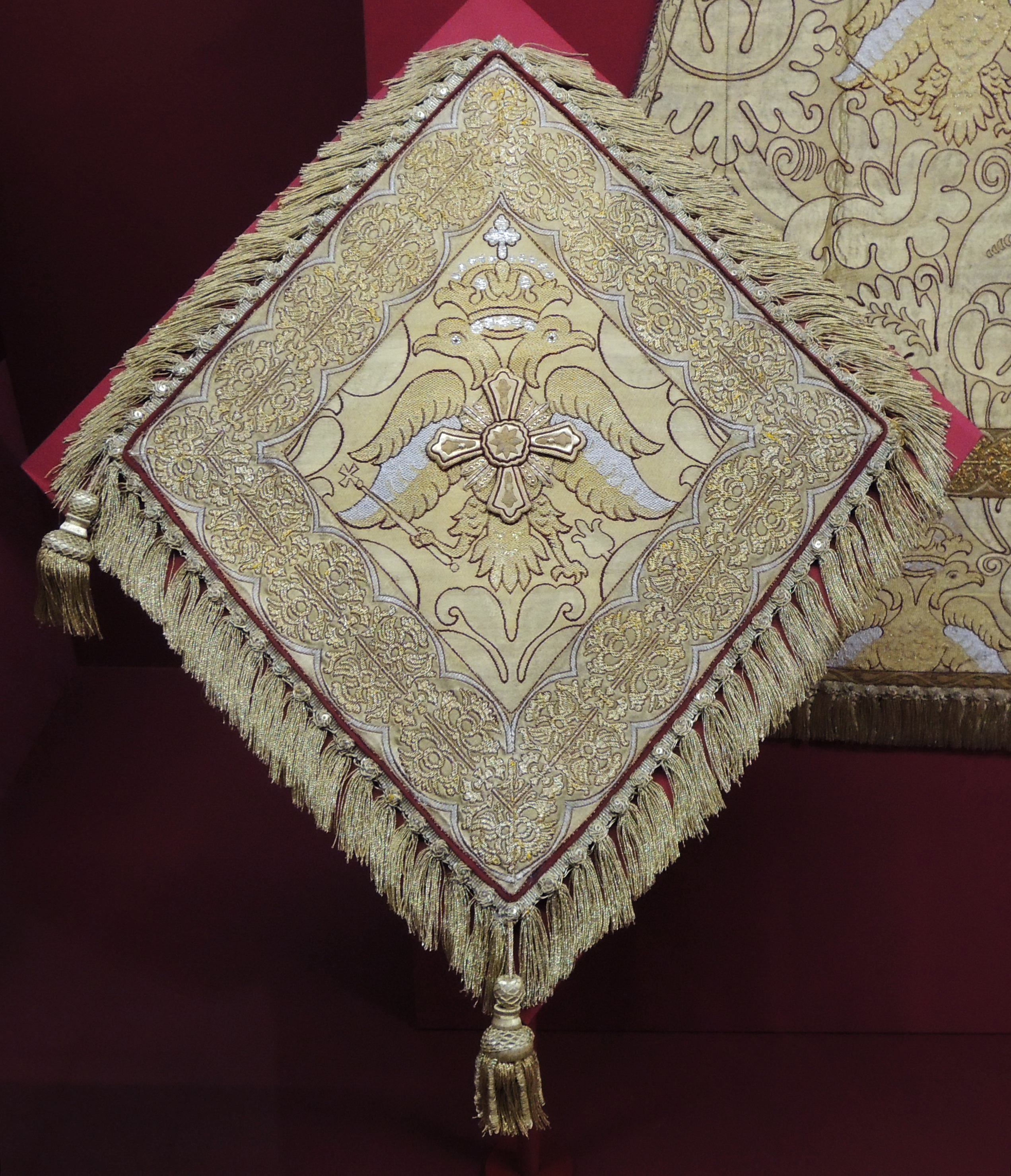
一塊1896年織造的聖護膝盾，克林姆林宮軍械庫。

聖護膝盾（希臘語：ἐπιγονάτιον,覆膝）或帕里察（俄語：палица），是正教會的聖禮儀服之一。聖護膝盾被看做是聖靈的寶劍的象征（以弗所書第六章第十七節），佩戴者據此捍衛信仰並除滅邪惡。

## 形狀及用處
在正教會以及東儀天主教會等遵循拜占庭禮的教會中，所有主教和部分司祭（作為教會賜予的獎賞）可以佩戴聖護膝盾。其源頭可以追溯至拜占庭皇帝賞賜衛國有功的將軍寶劍的故事。為了防止劍在行走時不斷撞擊膝蓋，這種寶劍通常帶有用腰帶繫著的護膝。而當皇帝賞賜神職人員時，則僅僅賞賜護膝盾。
這種禮儀服飾形狀如一塊堅實的菱形布料，以過左肩的綬帶的一角掛在身體右側腰下。在俄羅斯正教會的傳統中，聖護膝盾被用來表彰對教會的貢獻。在希臘教會傳統中，聖護膝盾用來表示某神職人員具有較高的學歷以及受祝聖有權舉行懺悔聖禮。如果一個俄羅斯教會神職人員同時擁有股衣和聖護膝盾，則應將股衣移至左膝佩戴。
當獲賜聖護膝盾時，接受者會根據聖詠說如下言辭：偉大的君王啊，佩上你的劍吧！你滿有榮耀威嚴。為著維護真理正義，在威嚴中勇往直前吧！你的力量將使你所向無敵！你的箭鋒利，射穿仇敵的心窩；萬國都屈服在你腳前。